# Isle of Man TT 1976
De TT van Man 1976 was de zesde race van het wereldkampioenschap wegrace-seizoen 1976. De WK-races werden verreden van 7 tot 11 juni 1976 op de Snaefell Mountain Course op het eiland Man. Door de Interval-start rijdt men eigenlijk een tijdrace. In 1976 had de TT van Man voor het laatst de WK-status. Deze TT kostte het leven aan coureur Les Kenny en bakkenist Walter Wörner. Wörners rijder Siegfried Maier verloor een arm en moest zijn carrière beëindigen.

## Algemeen
Dat dit de laatste TT met WK-status zou zijn was waarschijnlijk, maar nog niet zeker. De Auto-Cycle Union had bij de FIM voorstellen gedaan om een apart wereldkampioenschap voor stratencircuits in te stellen, tot schrik van circuits als Imatra, Opatija en de Nürburgring, die daardoor hun normale WK-status dreigden te verliezen. Chas Mortimer, die toch tegen de boycots van anderen in steeds op Man had gereden, zei hier over: "Wereldkampioenschap? Dat is nog minder waard dan het papier waarop het geschreven staat." Over belangstelling van coureurs had de TT niet te klagen: 800 inschrijvers waarvan er uiteindelijk slechts 384 (300 coureurs en 84 bakkenisten) mochten starten.
De WK-races van 1976 moesten bijna allemaal worden uitgesteld door de mist op de Mountain Section. In de TT van 1976 haalde Tom Herron de enige twee WK-overwinningen uit zijn carrière. In 1976 debuteerde Joey Dunlop die in zijn latere carrière 26 TT-overwinningen zou behalen. In 1977 zou hij zijn eerste overwinning boeken, maar in dit jaar was zijn beste resultaat de 16e plaats in de Junior TT.

## WK-races

### Senior TT
In de Senior TT maakte John Williams veel indruk. Zijn openingsronde was erg snel en na die ronde had Tom Herron al een minuut achterstand. Williams bouwde zijn voorsprong gestaag uit door een absoluut ronderecord van 20 minuten en 10 seconden te rijden. Met nog één ronde te gaan bedroeg zijn voorsprong al vier minuten maar bij de Bungalow schudde hij met zijn hoofd om aan te duiden dat er iets mis was. Uiteindelijk passeerde hij Signpost Corner, waardoor de lamp bij zijn startnummer op start/finish aan ging. Binnen een minuut moest hij finishen, maar John kwam niet in zicht. Uiteindelijk kwam hij duwend uit Governor's Dip, werd als 7e afgevlagd en viel uitgeput neer. Later werd het probleem pas duidelijk: al vanaf de eerste ronde weigerde zijn koppeling vrij te komen. Omdat hij niet wist wat zijn brandstofverbruik was zette hij in de derde ronde de motor uit bij een afdaling, maar hij moest lang duwen om de motor weer aan de praat te krijgen. In de vijfde ronde brak de stuurdemper en bij Cronk-y-Voddy (nog ongeveer 43 kilometer te gaan) brak een veer in het schakelmechanisme, waardoor hij bijna niet meer wist in welke versnelling hij schakelde. Dat ging bij Governor's Bridge fout. Deze haarspeldbocht moest eigenlijk met slippende koppeling genomen worden, maar Williams zat in een te hoge versnelling waardoor de motor verzoop en niet meer wilde starten. Dat gaf Tom Herron de kans de Senior TT te winnen, voor Ian Richards en Billie Guthrie. John Williams had wel de eer het absolute ronderecord van de Mountain Course te verbeteren. Hij bracht het op 112,27 mph.

#### Uitslag Senior TT
| Pos | Coureur            | Merk     | Snelheid   | Tijd      | Punten |
| --- | ------------------ | -------- | ---------- | --------- | ------ |
| 1   | Tom Herron         | Yamaha   | 105.15 mph | 2:09.10.0 | 15     |
| 2   | Ian Richards       | Yamaha   | 105 11 mph | 2:09.13.4 | 12     |
| 3   | Billie Guthrie     | Yamaha   | 104.84 mph | 2:09.33.0 | 10     |
| 4   | Takazumi Katayama  | Yamaha   | 104.77 mph | 2:09.38.2 | 8      |
| 5   | Roger Nicholls     | Yamaha   | 104.27 mph | 2:10.15.6 | 6      |
| 6   | Jon Ekerold        | Yamaha   | 103.52 mph | 2:11.12.4 | 5      |
| 7   | John Williams      | Suzuki   | 103.20 mph | 2:11.36.8 | 4      |
| 8   | Gordon Pantall     | Yamaha   | 102.94 mph | 2:11.56.8 | 3      |
| 9   | John Weeden        | Yamaha   | 102.18 mph | 2:12.55.2 | 2      |
| 10  | Bill Smith         | Yamaha   | 101.74 mph | 2:13.29.6 | 1      |
| 18  | Joey Dunlop        | Yamaha   | 98.55 mph  | 2:17.49.0 |        |
| DNF | Stan Woods         | Suzuki   |            |           |        |
| DNF | Tony Rutter        | Yamaha   |            |           |        |
| DNF | Alex George        | Yamaha   |            |           |        |
| DNF | Les Kenny          | Yamaha   |            |           |        |
| DNF | Chas Mortimer      | Yamaha   | blessure   |           |        |
| DNF | Hans-Otto Butenuth | Yamaha   |            |           |        |
| DNF | Mick Grant         | Kawasaki |            |           |        |
| DNF | Charlie Williams   | Yamaha   |            |           |        |
| DNF | Bill Henderson     | Yamaha   |            |           |        |
| DNF | Jack Findlay       | Suzuki   |            |           |        |

### Junior TT
In de Junior TT startte Chas Mortimer vanwege de gebruikelijke interval-start 30 seconden later dan de eerste coureurs, maar in Sulby, halverwege de eerste ronde, had hij iedereen ook op de weg al ingehaald. Na de volle ronde van 60 km had Tom Herron op de tweede plaats zelfs 19 seconden achterstand. Tony Rutter was gelijk met Mortimer gestart maar in de eerste ronde wat achterop geraakt. In de tweede ronde verbrak hij het ronderecord en begon hij in te lopen op Mortimer. De rest van het veld kwam op een steeds grotere achterstand, maar Rutter wist tot op 6,8 seconden van Mortimer te komen. Die had het in de laatste ronde wel wat rustig aan gedaan om zijn Yamaha te sparen. Tom Herron werd slechts 26e omdat hij dacht dat zijn ketting was gebroken. Hij begon te duwen, maar na een tijdje ontdekte hij dat de ketting slechts naast de tandwielen lag, een euvel dat hij snel kon verhelpen. Intussen werd Billie Guthrie derde. Charlie Williams, die als grootste concurrent voor Mortimer werd beschouwd, was door de mist in Liverpool achtergebleven tijdens de trainingen en moest in het achterveld starten. Hij viel in de tweede ronde uit.

#### Uitslag Junior TT
| Pos | Coureur           | Merk          | Snelheid   | Tijd      | Punten |
| --- | ----------------- | ------------- | ---------- | --------- | ------ |
| 1   | Chas Mortimer     | Maxton-Yamaha | 106.78 mph | 1:46.00.2 | 15     |
| 2   | Tony Rutter       | SMAC-Yamaha   | 106.66 mph | 1:46.07.0 | 12     |
| 3   | Billie Guthrie    | Yamaha        | 103.82 mph | 1:49.01.8 | 10     |
| 4   | Martin Sharpe     | Yamaha        | 103.80 mph | 1:49.02.2 | 8      |
| 5   | John Weeden       | Yamaha        | 103.70 mph | 1:49.08.6 | 6      |
| 6   | Derek Chatterton  | Chatt-Yamaha  | 102.95 mph | 1:49.56.6 | 5      |
| 7   | Neil Tuxworth     | Yamaha        | 102.81 mph | 1:50.05.6 | 4      |
| 8   | Jack Findlay      | Yamaha        | 102.45 mph | 1:50.28.6 | 3      |
| 9   | Takazumi Katayama | Yamaha        | 102.29 mph | 1:50.38.8 | 2      |
| 10  | Sam McClements    | Yamaha        | 101.41 mph | 1:51.36.6 | 1      |
| 16  | Joey Dunlop       | Yamsel        | 99.83 mph  | 1:53.22.8 |        |
| 25  | Bill Smith        | Suzuki        | 97.35 mph  | 1:56.15.6 |        |
| 26  | Tom Herron        | Yamaha        | 97.05 mph  | 1:56.37.2 |        |
| DNF | Alex George       | Yamaha        |            |           |        |
| DNF | John Ekerold      | Yamaha        |            |           |        |
| DNF | Les Kenny         | Yamaha        |            |           |        |
| DNF | Charlie Williams  | Yamaha        |            |           |        |
| DNF | Bill Henderson    | onbekend      |            |           |        |

### Lightweight 250 cc TT
De Lightweight TT, die een dag was uitgesteld, werd gewonnen door Tom Herron, vóór Takazumi Katayama en Chas Mortimer. Voor Tom Herron was het zijn tweede overwinning in de week nadat hij ook de Senior TT had gewonnen. Hij had aanvankelijk twee seconden voorsprong op Charlie Williams, maar die sloot een pechvolle week af door in de tweede ronde uit te vallen. In deze race verongelukte Les Kenny door een vastloper bij Union Mills.

#### Uitslag Lightweight 250 cc TT TT
| Pos | Coureur           | Merk          | Snelheid   | Tijd      | Punten |
| --- | ----------------- | ------------- | ---------- | --------- | ------ |
| 1   | Tom Herron        | Yamaha        | 103.55 mph | 1:27.26.8 | 15     |
| 2   | Takazumi Katayama | Yamaha        | 103.55 mph | 1:27.52.2 | 12     |
| 3   | Chas Mortimer     | Maxton-Yamaha | 102.06 mph | 1:28.4.2  | 10     |
| 4   | Tony Rutter       | SMAC-Yamaha   | 101.11 mph | 1:29.33.4 | 8      |
| 5   | Eddie Roberts     | Maxton-Yamaha | 100.13 mph | 1:30.25.8 | 6      |
| 6   | Alex George       | Yamaha        | 99.74 mph  | 1:30.47.2 | 5      |
| 7   | John Weeden       | Yamaha        | 99.72 mph  | 1:30.48.4 | 4      |
| 8   | Ian Richards      | Yamaha        | 98.74 mph  | 1:31.42.4 | 3      |
| 9   | Denis Casement    | Yamaha        | 98.00 mph  | 1:32.24.0 | 2      |
| 10  | Neil Tuxworth     | Yamaha        | 97.96 mph  | 1:32.26.0 | 1      |
| 12  | Bill Henderson    | Yamaha        | 97.53 mph  | 1:32.50.4 |        |
| DNF | Charlie Williams  | Yamaha        |            |           |        |
| DNF | Jon Ekerold       | Yamaha        |            |           |        |
| DNF | Joey Dunlop       | onbekend      |            |           |        |
| DNF | Les Kenny         | Yamaha        | (†)        | (†)       | (†)    |

### Sidecar 500 cc TT
In de training voor de Sidecar TT draaide George O'Dell (May-Yamaha) de snelste tijd, maar Rolf Steinhausen/Josef Huber startten verschrikkelijk snel en in een poging hen bij te houden crashte O'Dell bij Glen Helen waarbij zijn bakkenist Alan Gosling gewond naar het ziekenhuis moest worden afgevoerd. De zijspanklasse reed minder ronden dan de soloklassen, maar door de vele tweetaktmotoren was het nu toch nodig geworden (en toegestaan) een tankstop te maken. Dick Greasley/Cliff Holland werden tweede nadat Helmut Schilling/Rainer Gundel met pech terugvielen. Na twee ronden hadden zij dezelfde tijd als Malcolm Hobson/Mick Burns, maar die legden de derde en laatste ronde 7 seconden langzamer af. Nu Klaus Enders toch definitief gestopt was had Siegfried Schauzu de beschikking over de ervaren Wolfgang Kalauch als bakkenist. Schauzu startte moeizaam, maar reed de snelste ronde en werd vierde. In deze race verloor Walter Wörner, de bakkenist van Siegfried Maier het leven. Maier verloor bij Greeba Castle de controle over de machine, die over de kop vloog en in brand raakte. Maier verloor bij dit ongeluk een arm en moest zijn carrière beëindigen.

#### Uitslag Sidecar 500 cc TT
| Pos | Coureur               | Bakkenist        | Merk            | Snelheid          | Tijd              | Punten            |
| --- | --------------------- | ---------------- | --------------- | ----------------- | ----------------- | ----------------- |
| 1   | Rolf Steinhausen      | Josef Huber      | Busch-König     | 96.42 mph         | 1:10.26.0         | 15                |
| 2   | Dick Greasley         | Cliff Holland    | Windle-Yamaha   | 95.65 mph         | 1:10.59.8         | 12                |
| 3   | Malcolm Hobson        | Mick Burns       | Hamilton-Yamaha | 95.43 mph         | 1:11.09.6         | 10                |
| 4   | Siegfried Schauzu     | Wolfgang Kalauch | ARO-Schmid-Fath | 92.57 mph         | 1:13.21.6         | 8                 |
| 5   | Jeff Gawley           | Kenny Birch      | Yamaha          | 92.19 mph         | 1:13.39.8         | 6                 |
| 6   | Graham Milton         | John Brushwood   | British Magnum  | 90.22 mph         | 1:15.16.4         | 5                 |
| 7   | Helmut Schilling      | Rainer Gundel    | ARO-Schmid-Fath | 90.17 mph         | 1:15.18.8         | 4                 |
| 8   | Alec Campbell         | Russell Campbell | Yamaha          | 89.58 mph         | 1:15.48.6         | 3                 |
| 9   | Walter Ohrmann        | Bernd Grube      | Yamaha          | 89.57 mph         | 1:15.49.0         | 2                 |
| 10  | Tony Wakefield        | Colin Newbold    | British Magnum  | 89.50 mph         | 1:15.52.6         | 1                 |
| DNF | Heinz Luthringshauser | Lorenzo Puzo     | BMW             |                   |                   |                   |
| DNF | Gerry Boret           | Nick Boret       | Yamaha          |                   |                   |                   |
| DNF | Gustav Pape           | Franz Kallenberg | König           |                   |                   |                   |
| DNF | Mick Boddice          | Neill Rearden    | König           |                   |                   |                   |
| DNF | George O'Dell         | Ala Gosling      | May-Yamaha      | crash             |                   |                   |
| DNF | Trevor Ireson         | Bill Boldison    | onbekend        |                   |                   |                   |
| DNF | Siegfried Maier       | Walter Wörner    | Yamaha          | Walter Wörner (†) | Walter Wörner (†) | Walter Wörner (†) |

## Overige races

### Classic TT
De pech van John Williamsin de Senior TT werd een beetje goedgemaakt doordat hij de Classic TT van begin tot einde leidde. De race was vanwege het weer een dag uitgesteld. Williams gebruikte een 500cc Suzuki, de andere twee podiumplaatsen waren voor de 350cc-Yamaha's van Alex George en Tony Rutter. De Classic TT werd daarmee nog steeds minder een 750cc-race: de eerste motorfiets in die klasse was de BSA van Malcolm Lucas, die slechts elfde werd.

#### Uitslag Classic TT
| Pos | Coureur          | Merk          | Snelheid   | Tijd      |
| --- | ---------------- | ------------- | ---------- | --------- |
| 1   | John Williams    | Suzuki        | 108.18 mph | 2:05.33.0 |
| 2   | Alex George      | Yamaha        | 106.98 mph | 2:06.57.8 |
| 3   | Tony Rutter      | Yamaha        | 105.84 mph | 2.08.19.6 |
| 4   | Charlie Williams | Maxton-Yamaha | 105.53 mph | 2:08.42.4 |
| 5   | Tom Herron       | Yamaha        | 104.72 mph | 2:09.42.2 |
| 6   | Eddie Roberts    | Maxton-Yamaha | 104.45 mph | 2:09.55.4 |
| 7   | Ian Richards     | Yamaha        | 103.24 mph | 2:10.18.0 |
| 8   | Bill Smith       | Yamaha        | 102.27 mph | 2:12.48.4 |
| 9   | Gordon Pantall   | Yamaha        | 102.15 mph | 2:12.57.8 |
| 10  | Gerry Mateer     | Yamaha        | 101.94 mph | 2:13.14.4 |
| DNF | Dave Croxford    | Norton        |            |           |
| DNF | Stan Woods       | Suzuki        |            |           |
| DNF | Joey Dunlop      | Yamsel        |            |           |
| DNF | Billie Guthrie   | Yamaha        |            |           |
| DNF | Jon Ekerold      | Yamaha        |            |           |
| DNF | Mick Grant       | Kawasaki      |            |           |
| DNF | Jack Findlay     | Yamaha        |            |           |

### Production TT
In de Production TT reden weer drie klassen tegelijk: 1.000 cc, 500 cc en 250 cc. Per motorfiets wisselden twee rijders elkaar af. Ondanks het feit dat de 250cc-klasse slechts negen ronden hoefde te rijden (de andere klassen reden tien ronden), werden 250cc-winnaars Bill Simpson en Chas Mortimer (Yamaha RD 250) tot dagwinnaar uitgeroepen. De 500cc-klasse werd gewonnen door Frank Rutter en Mick Poxon met een Honda CB 500 Four en de 1.000cc-klasse door Helmut Dähne/Hans-Otto Butenuth met een BMW R 90 S.

#### Uitslag Production TT
(Gekleurde achtergrond= klassewinnaars)
| Pos | Coureur 1         | Coureur 2          | Merk         | Snelheid  | Tijd       |
| --- | ----------------- | ------------------ | ------------ | --------- | ---------- |
| 1   | Bill Simpson      | Chas Mortimer      | 250cc-Yamaha | 87.01 mph | 3:54.09.8  |
| 2   | Tony Rutter       | David Hughes       | 250cc-Suzuki | 86.46 mph | 3:55.37.8  |
| 3   | Frank Rutter      | Mick Poxon         | 500cc-Honda  | 91.18 mph | 4:08.15.4  |
| 4   | John Kidson       | Bill Henderson     | 400cc-Honda  | 90.98 mph | 4:08.48.2  |
| 5   | Helmut Dähne      | Hans-Otto Butenuth | 900cc-BMW    | 98.92 mph | 3:48.50.08 |
| 6   | Keith Martin      | John Riley         | 250cc-Yamaha | 84.91 mph | 3:59.55.4  |
| 7   | Nigel Rollason    | Les Trotter        | 500cc-Suzuki | 89.96 mph | 4:11.38.2  |
| 8   | Derek Randall     | John Lavender      | 250cc-Yamaha | 84.59 mph | 4:00.49.8  |
| 9   | D. Hunter         | Mal Kirwan         | 250cc-Suzuki | 84.59 mph | 4:00.50.8  |
| 10  | Keith Trubshaw    | Jack Higham        | 500cc-Honda  | 89.76 mph | 4:12.12.2  |
| 17  | Takazumi Katayama | Danny Keany        | 250cc-Yamaha | 82.64 mph | 4:06.32.4  |
| 20  | Louis Carr        | Les Kenny          | 250cc-Yamaha | 81.67 mph | 4:09.27.6  |
| 24  | Kevin Cowley      | Jon Ekerold        | 250cc-Yamaha | 79.47 mph | 4:16.21.6  |
| DNF | Bill Smith        | Geoff Barry        | 500cc-Honda  |           |            |

### Sidecar 1.000 cc TT
Dick Greasley leek op de overwinning in de Sidecar 1.000 cc TT af te gaan, maar hij kreeg technische problemen en werd in de laatste ronde ingehaald door Malcolm Hobson en Sigi Schauzu. Hobson reed een nieuw ronderecord van 99.96 mph, slechts 0,8 seconden te langzaam voor de zo belangrijke "ton".

#### Uitslag 1.000 cc TT
| Pos | Coureur               | Bakkenist        | Merk            | Snelheid  | Tijd      |
| --- | --------------------- | ---------------- | --------------- | --------- | --------- |
| 1   | Malcolm Hobson        | Mick Burns       | Yamaha          | 97.77 mph | 1:09.27.8 |
| 2   | Siegfried Schauzu     | Wolfgang Kalauch | BMW             | 96.73 mph | 1:10.12.4 |
| 3   | Dick Greasley         | Cliff Holland    | Yamaha          | 95.86 mph | 1:10.50.6 |
| 4   | Rolf Steinhausen      | Josef Huber      | König           | 95.63 mph | 1:11.00.8 |
| 5   | Otto Haller           | Erich Haselbeck  | BMW             | 90.88 mph | 1:14.43.4 |
| 6   | Alex Campbell         | Russell Campbell | Yamaha          | 90.32 mph | 1:15.11.4 |
| 7   | Bill Hodgkins         | John Parkins     | Yamaha          | 87.54 mph | 1:17.34.6 |
| 8   | Gordon Fox            | Hugh Sanderson   | Yamaha          | 87.08 mph | 1:17.59.0 |
| 9   | Gustav Pape           | Franz Kallenberg | König           | 86.89 mph | 1:18.09.6 |
| 10  | Nigel Rollason        | Michael Coomber  | BSA             | 86.35 mph | 1:18.38.6 |
| DNF | Mick Boddice          | Neill Reardon    | König           |           |           |
| DNF | Gerry Boret           | Nick Boret       | Yamaha          |           |           |
| DNF | Jeff Gawley           | Kenny Birch      | Yamaha          |           |           |
| DNF | Trevor Ireson         | Bill Boldison    | König           |           |           |
| DNF | Heinz Luthringshauser | Lorenzo Puzo     | BMW             |           |           |
| DNF | George O'Dell         | Gordon Russell   | May-Yamaha      |           |           |
| DNF | Heinz Schilling       | Rainer Gundel    | ARO-Schmid-Fath |           |           |

1907 · 1908 · 1909 · 1910 · 1911 · 1912 · 1913 · 1914 · Eerste Wereldoorlog · 1920 · 1921 · 1922 · 1923 · 1924 · 1925 · 1926 · 1927 · 1928 · 1929 · 1930 · 1931 · 1932 · 1933 · 1934 · 1935 · 1936 · 1937 · 1938 · 1939 · Tweede Wereldoorlog · 1947 · 1948 · 1949 · 1950 ·1951 · 1952 · 1953 · 1954 · 1955 · 1956 · 1957 · 1958 · 1959 · 1960 · 1961 · 1962 · 1963 · 1964 · 1965 · 1966 · 1967 · 1968 · 1969 · 1970 · 1971 · 1972 · 1973 · 1974 · 1975 · 1976 · 1977 · 1978 · 1979 · 1980 · 1981 · 1982 · 1983 · 1984 · 1985 · 1986 · 1987 · 1988 · 1989 · 1990 · 1991 · 1992 · 1993 · 1994 · 1995 · 1996 · 1997 · 1998 · 1999 · 2000 · 2002 · 2003 · 2004 · 2005 · 2006 · 2007 · 2008 · 2009 · 2010 · 2011 · 2012 · 2013 · 2014